# Джессіка Ешвуд
Джессіка Ешвуд (англ. Jessica Ashwood, нар. 28 квітня 1993, Дарлінгхаст, Австралія) — австралійська плавчиня, срібна призерка Олімпійських ігор 2016 року.

## Виступи на Олімпійських іграх
| Олімпіада   | Дисципліна             | Місце |
| ----------- | ---------------------- | ----- |
| Лондон 2012 | 800 м вільним стилем   | 20    |
| Ріо 2016    | 400 м вільним стилем   | 7     |
| Ріо 2016    | 800 м вільним стилем   | 5     |
| Ріо 2016    | 4×100 м вільним стилем | 2     |